# Giancarlo Guerrini
Giancarlo Guerrini (Roma, Reino de Italia; 29 de diciembre de 1939 – Roma, Italia; 21 de marzo de 2025) fue un waterpolista italiano.

## Carrera

### Club
Jugó para los equipos Lazio y Pro Recco.

### Selección nacional
Jugó con Italia en tres ediciones de los Juegos Olímpicos, la primera de ellas fue en Roma 1960 donde ganó la medalla de oro venciendo en la final a Unión Soviética, torneo en el que jugó dos partidos y anotó tres goles.
Su segunda aparición fue en Tokio 1964 donde terminó en cuarto lugar, y su última aparición fue en México 1968 donde repitió el cuarto lugar.

## Distinciones
- Caballero de la Orden al Mérito de la República Italiana en Pisa el 4 de noviembre de 2002.
- Collar de Oro al Mérito Deportivo el 15 de diciembre de 2015.[5]